# 高山正寛
高山 正寛（たかやま せいかん、1959年 - ）は、日本の自動車＆デジタル系ライター＆編集者。日本自動車ジャーナリスト協会(AJAJ)会員。2021年まで 日本カー・オブ・ザ・イヤー選考委員

## 来歴
リクルートで中古車雑誌「カーセンサー」の創刊直後から20年以上にわたり新車とカーAV記事を担当し、特に新車関連の編集デスクやカーナビやカーAVをメインに担当。途中5年間エンターテインメント部門でゲーム雑誌「じゅげむ」の創刊（のちにメディアファクトリーへ出向）とキャラクター関連の書籍編集長を歴任後、1999年 フリーランスへ転身。個人事務所『スタジオボリス』を運営しながらリクルートと業務提携を行い、カーセンサーの編集デスクとしても11年間編集業務を継続する。
ITS Evangelist（カーナビ伝道師）の名前で、ベストカーweb、カーセンサーnet、カカクコム、くるまのニュース、最新国産＆輸入車全モデル購入ガイド（JAFメディアワークス）、家電批評、THE21（PHP研究所）、BUZZ GOLF、専門誌だけでなく、一般誌などへも寄稿する。新型車への試乗および新車評価はもちろん、カーナビゲーションを含めた昨今のインフォテインメントシステムに関しては自ら最新モデルを購入し純正・市販・スマホアプリなどを日々テスト普及（布教：伝道師なので本人はそう言っている）活動を行っている。またカーナビを含めた情報技術（ITS）のほか、カーオーディオから携帯電話・パソコン・家電を含め「デジタルガジェット」などの執筆も行うほか、昨今ではセキュリティ関連まで網羅。本人は「ジャーナリズムを語れるほどではないので、便宜上必要な時以外は「カーコメンテイター」と発信している。得意分野は新車・中古車のバイヤーズ系とマーケティング、カーナビや先進運転支援システム（ADAS）を始めとしたITSビジネス。リクルート出身ということもあり、自動車をマーケティングや組織、人材面などから捉えるなど独自の取材スタンスを取っている。自動車業界以外のアナリストや証券関係者との連携も20年以上行っており、企業評価や投資家向けへのプロダクトレポートなども継続して行っている。

### 資格・免許[3]
- CDR認定制度認定CDRアナリスト＆CDRテクニシャン

- 電気工事士（二種）
- 第三級アマチュア無線技士
- 毒物劇物取扱者
- 3級パソコン整備士
- ITパスポート（経済産業省認定）

### 加盟団体[3]
- AJAJ(日本自動車ジャーナリスト協会)会員[4]
- ドライビングアカデミー